# Secetă

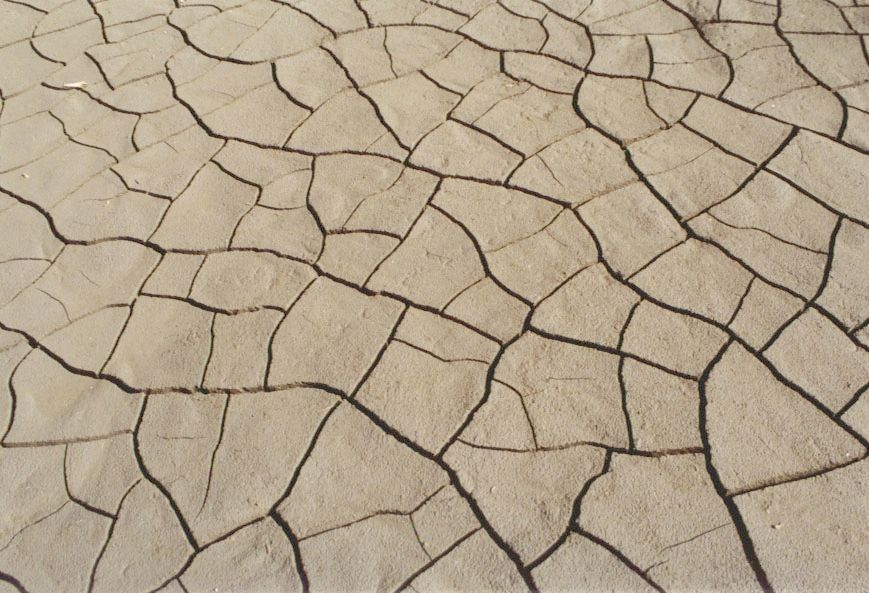
Fundul unui lac secat

Seceta este o stare climatică extremă, caracterizată prin faptul că o anumită regiune suferă din cauza lipsei necesarului de apă, însoțită  frecvent de caniculă. Seceta poate fi clasificată ca:
- Secetă meteorologică când domnește o perioadă mai lungă de timp lipsa completă a precipitațiilor sau când precipitațiile cad în cantități foarte mici.
- Secetă agricolă când există o cantitate insuficientă de apă necesară agriculturii (provenită din precipitații sau ape freatice)
- Secetă hidrogeologică când scade substanțial nivelul pânzei de ape freatice (rezervorul de apă subterană), nivelul apelor curgătoare și al celor stătătoare.

## Legături externe

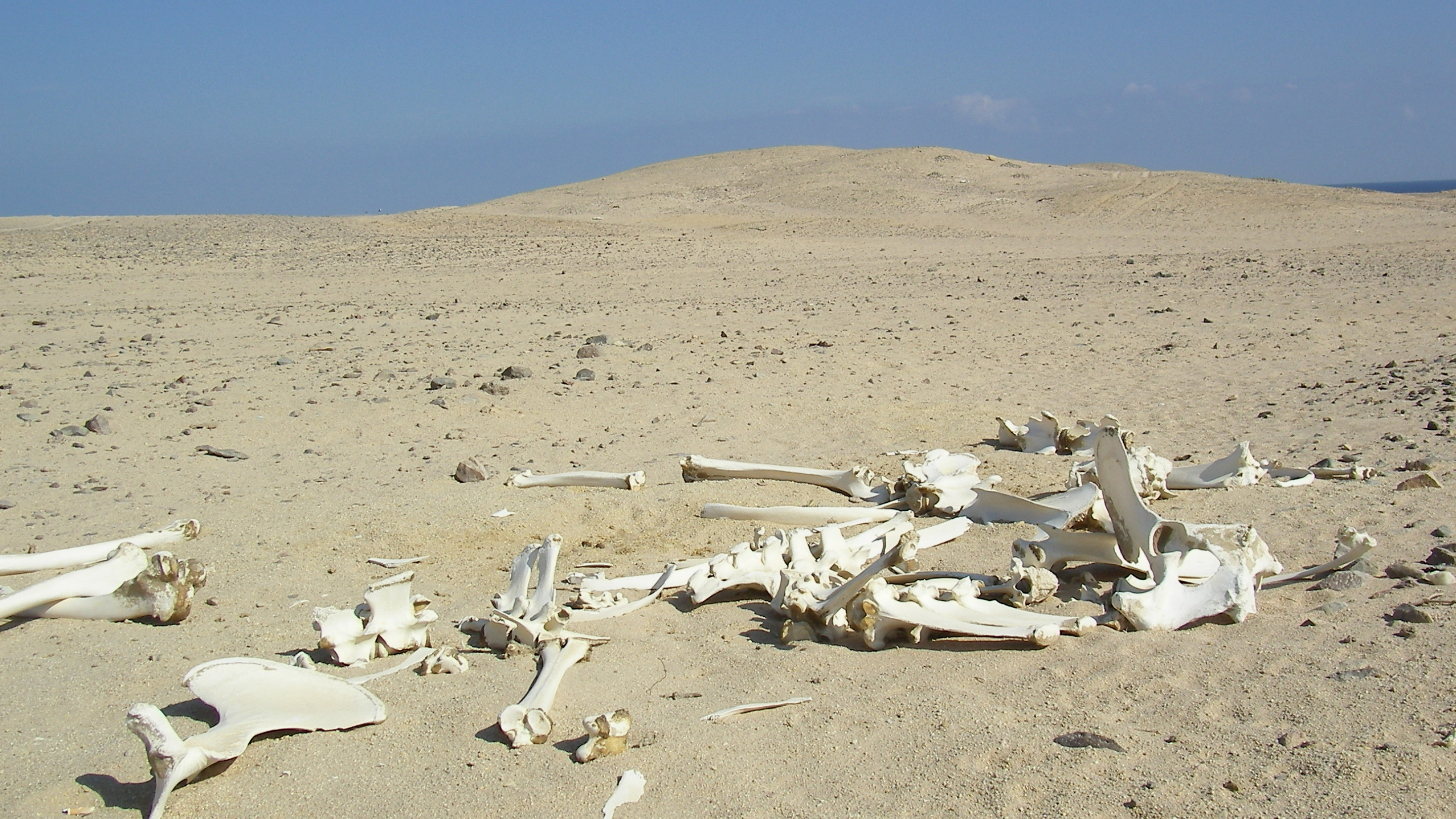
Schelete în deșertlul Arabiei

## Listă de perioade de secetă intrate în istorie
| Dată                           | Descriere | Consecințe                                                                         |
| ------------------------------ | --- | ---------------------------------------------------------------------------------- |
| Secolul XXII î.Hr              | Secolul fiind caracterizat printr-o secetă persistentă care a cuprins lumea antică.                               | Destrămarea imperiului Egiptului antic și imperiului Akkadian in Mesopotamia.      |
| Sfârșitul secolului VIII î.Hr. | Secetă în Grecia.                                                                                                 | probabil a fost cauza care a declanșat Războiul Levantin dintre Halkis și Eretria. |
| Secolul VIII/Secolul IX        | Trei perioade de secetă pe o periodă de 50 de ani (~810, ~860, ~910); fiecare perioadă a durat mai mulți ani.     | Dispariția civilizației Maya.                                                      |
| 1930-37                        | Trei perioade consecutive de ani secetoși (1930, 1935, 1937) în America de Nord, fenomen cunoscut ca „Dust Bowl“. | Lipsa recoltelor, depopularea unei regiuni centrale din Vestul Americii de Nord.   |
| 1946                           | Seceta care a afectat mai ales regiunile estice ale României.                                                     | Foamete.                                                                           |
| 1984                           | Seceta a afectat mai ales 20 de țări din Africa.                                                                  | Compromiterea recoltelor și foamete.                                               |

În România au existat următoarele intervale de secetă prelungită: 1894-1907, 1945-1951, 1983-1994, 2000-2003. 